# الولايات المتحدة في الحرب العالمية الأولى

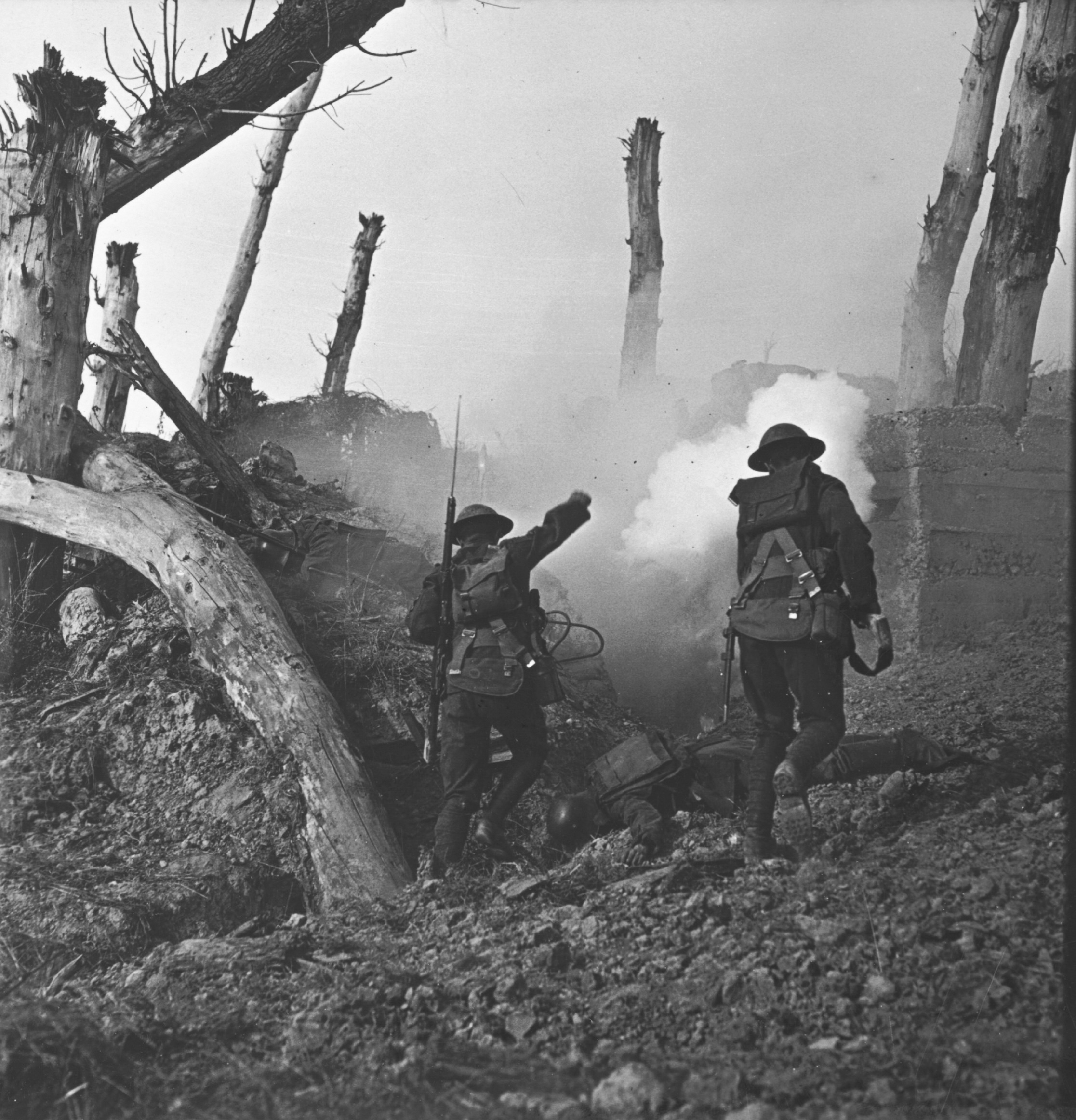
جنديان أمريكيان يركضان نحو مخبأ.

كانت الولايات المتحدة قد أعلنت الحرب على ألمانيا في السادس من أبريل 1917، أي بعد مرور ما يقرب من ثلاث سنوات منذ بدأت الحرب العالمية الأولى. فقد أعلن وقف إطلاق النار والهدنة في الحادي عشر من نوفمبر 1918. فقبل دخول الحرب، كانت الولايات المتحدة قد ظلت محايدة، رغم أنها كانت موردا مهما للمملكة المتحدة وفرنسا وغيرها من القوى الحليفة.
قدمت الولايات المتحدة مساهماتها الرئيسية من حيث الإمدادات، والمواد الخام، والمال، بدءا من عام 1917. وصل الجنود الاميركيون بقيادة جنرال الجيوش جون بيرشنغ القائد العام للقوات الاميركية الاستطلاعية بمعدل 10 آلاف رجل يوميا في الجبهة الغربية في صيف 1918. وخلال الحرب حشدت الولايات المتحدة أكثر من 4 ملايين من أفراد الجيش وعانت من 110 آلاف قتيل من بينهم 45 ألف لقوا مصرعهم بسبب تفشى الإنفلونزا الإسبانية عام 1918 (30 ألف قبل أن يصلوا إلى فرنسا). وشهدت الحرب توسعا كبيرا لحكومة الولايات المتحدة في محاولة لتسخير جهود الحرب وزيادة كبيرة في حجم القوات المسلحة الأمريكية.
وبعد بداية بطيئة نسبيا في تعبئة الاقتصاد والقوى العاملة، كانت الدولة تستعد بحلول ربيع عام 1918 للاضطلاع بدور في الصراع. وتحت قيادة الرئيس وودرو ويلسون كانت الحرب تمثل ذروة العصر التقدمي في سعيها لتحقيق الاصلاح والديمقراطية في العالم بالرغم من أن هناك معارضة جماهيرية كبيرة لدخول الولايات المتحدة إلى الحرب.

## الحياد
أعلنت الولايات المتحدة سياسة اتباع سياسة حيادية عقب بدء الحرب عام 1914، على الرغم من الكراهية التي يكنّها الرئيس وودرو ويلسون لألمانيا.
عندما أغرقت الغواصة الألمانية يو-20 الباخرة البريطانية آر إم إس لوسيتانيا في 7 مايو عام 1915، والتي كان على متنها 128 مواطنًا أمريكيًا، طالب ويلسون بوضع حدٍّ للهجمات الألمانية على سفن الركاب، وحذّر من عدم تسامح الولايات المتحدة مع حرب الغواصات المفتوحة التي تشكل اعتداءً على «الحقوق الأمريكية» و«الالتزامات الدولية». استقال وليام جيننغز بريان، وزير الخارجية في حكومة ويلسون، مدعيًا أن اعتراضات الرئيس على استخدام ألمانيا للغواصات في هجماتها يتعارض مع التزام أمريكا الرسمي بالحياد. في المقابل، تعرّض ويلسون للضغط من طرف صقور الحرب، بقيادة الرئيس السابق ثيودور روزفلت، الذي استهجن الهجمات الألمانية واصفًا إياها بـ«القرصنة»، ومن طرف الوفود البريطانية بقيادة سيسيل سبرينغ رايس والسير إدوارد غراي.
تفاعل الرأي العام الأمريكي بالتعبير عن غضبه من عمليات تخريب متعمد اشتُبه بمسؤولية ألمانيا عنها، وهي تفجير بلاك توم في جيرسي سيتي ضمن ولاية نيوجيرسي، والذي وقع في 30 يوليو عام 1916، وتفجير كينغزلاند في 11 يناير عام 1917، والذي وقع في بلدة ليندهرست حاليًا ضمن ولاية نيوجيرسي.
الأهم من ذلك، وبحلول ربيع عام 1917، حلّ الرئيس ويلسون التزامه الرسمي بالحياد أخيرًا. أدرك ويلسون الحاجة إلى المشاركة في الحرب بهدف تأسيس السلام وتنفيذ رؤيته الساعية إلى إنشاء عصبة الأمم، والتي طُبّقت في مؤتمر باريس للسلام.

## الرأي العام

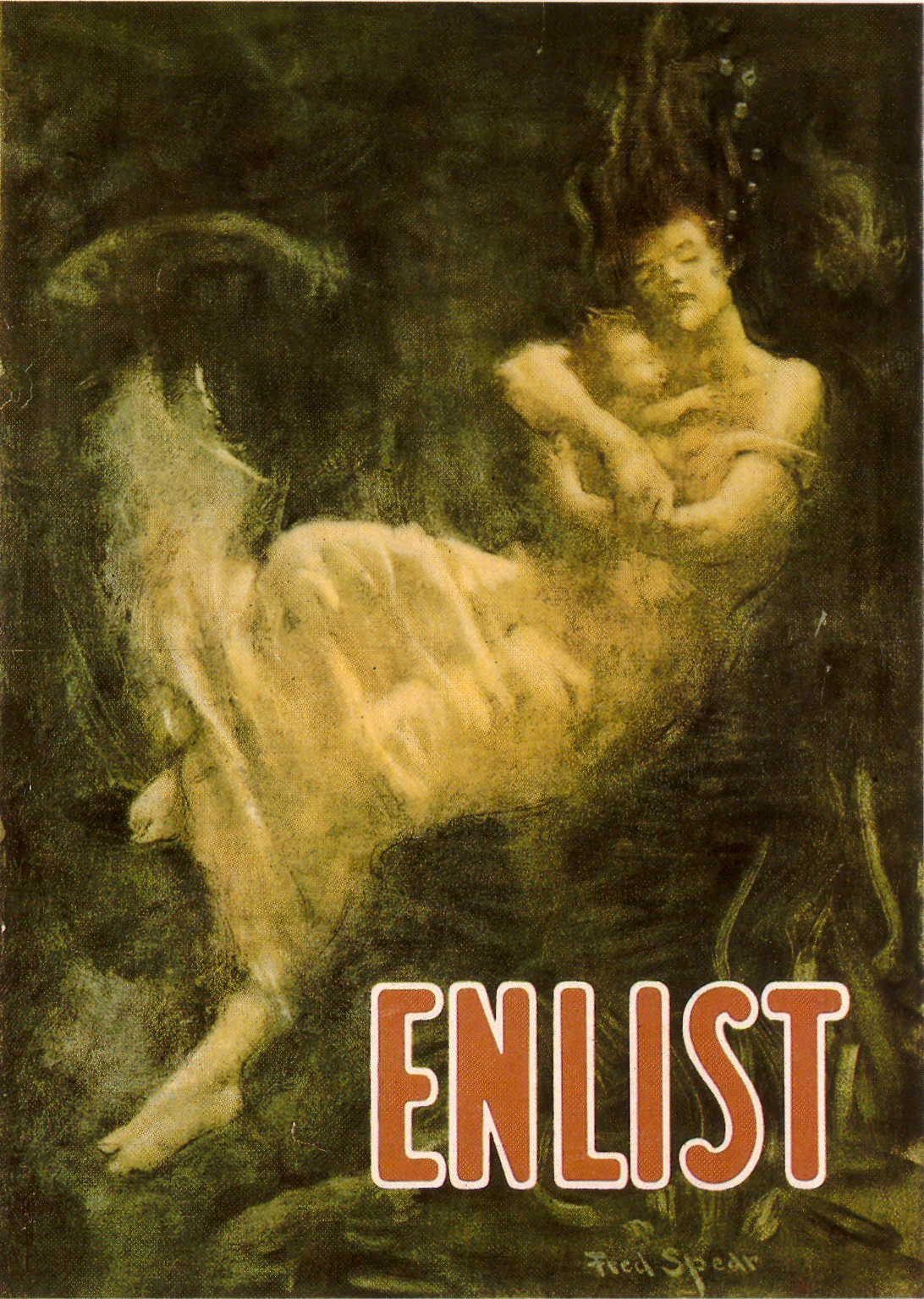
نُشر هذا الملصق في يونيو 1915 بواسطة لجنة السلامة العامة في بوسطن، بعد غرق السفينة لوزيتانيا بهجوم من غواصة ألمانية. وقد فقد أكثر من ألف مدني، 128 منهم أمريكيون. ويذكر ملصق سبير غرق أم وطفلها. وبدون المناسبة الخاصة وكلمة "التجنيد"، فإن الصورة الشبيهة بالحلم لشخصين تحت البحر لن تثير أي استجابة قوية.

انقسم الرأي العام الأمريكي حول الحرب، فارتأى معظم الأمريكيين قبل أوائل العام 1917 ضرورة ألا تدخل الولايات المتحدة الحرب. تغيّر الرأي العام تدريجيًا جراء عدة أسباب، جاء أحدها ردًا على الأعمال الألمانية في بلجيكا وإغراق سفينة لوسيتانيا، علاوة على تضاؤل تأثير الأمريكيين الألمان، واستجابةً لموقف ويلسون القائل أن على أمريكا لعب دورٍ في الحرب كي تجعل العالم مكانًا آمنًا للديمقراطية.
لم يدعم الرأي العام دخول الحرب إلى جانب ألمانيا إطلاقًا، وربما حظي بدعمٍ قليل جدًا. فضّل أغلب الأمريكيين، ذوي الأصول الألمانية والاسكندنافية، استمرار الولايات المتحدة بسياسة الحياد، لكن عند اندلاع الحرب، حاول آلاف المواطنين الأمريكان الانضمام إلى صفوف الجيش الألماني. اتخذ المجتمع الكاثوليكي الأيرلندي، والذي تجمّع أعضاؤه في المدن الكبرى وغالبًا ما سيطروا على أجهزة الحزب الديمقراطي، موقفًا شديد العداء تجاه مساعدة بريطانيا بأي شكلٍ من الأشكال، خصوصًا بعد ثورة عيد الفصح في أيرلندا عام 1916. فضّل معظم زعماء الكنيسة البروتستانتية في الولايات المتحدة، بصرف النظر عن مذاهبهم، اتباع حلول مسالمة بحيث تكون الولايات المتحدة وسيط سلام. سعى معظم قادة الحركة النسوية، والناشطة جين آدمز التي تمثّل الحركة، نحو حلول مناهضة للحرب. كان الصناعي هنري فورد من أبرز المناهضين للحرب أيضًا، وقد موّل شخصيًا رحلة سفينة السلام إلى أوروبا في محاولة للتفاوض مع الأطراف المتحاربة، لكن تلك الرحلة لم تسفر عن أي مفاوضات.
حازت بريطانيا على دعمٍ بارز من المثقفين والعائلات ذوي الروابط الوثيقة ببريطانيا. كان صامويل إنسول واحدًا من أبرز هؤلاء، وهو صناعي وجيه من شيكاغو هاجر سابقًا من انجلترا. موّل إنسول العديد من حملات الدعاية، وقدّم الدعم المادي للشبان الأمريكيين الراغبين بالقتال عبر الالتحاق بالجيش الكندي.

## حركة التأهب للحرب
بحلول عام 1915، تزايد اهتمام الأمريكيين بالحرب. أشعلت حادثة إغراق لوسيتانيا شجبًا غاضبًا للوحشية الألمانية، فبرزت حركة «التأهب للحرب» في المدن الشرقية بحلول ذلك العام. ادعت الحركة أن الولايات المتحدة تحتاج، فوريًا، إلى تأسيس بحرية قوية وقوات برية لغايات دفاعية، وهو افتراض خفي يشير إلى انخراط أمريكا في الحرب عاجلًا أو آجلًا. كان الجمهوريون القوة المحركة لنشاط حركة التأهب، أبرزهم الجنرال ليونارد وورد، والرئيس السابق ثيودور روزفلت، ووزيرا الحرب إليهود روت وهنري سيتمسون. جنّد الجمهوريون عددًا كبيرًا من أبرز المصرفيين والصناعيين والمحامين وأحفاد العائلات الشهيرة. في حقيقة الأمر، برز حينها نظام السياسة الخارجية القائمة على «التعاون الأطلسي»، سببه التزام مجموعة من الشخصيات الأمريكية المؤثرة بالنزعة الدولية المناصرة للإنجليز، ومؤلّفة في المقام الأول من المحامين والمصرفيين والأساتذة الجامعيين والسياسيين، والذين ينتمون إلى الطبقة الرفيعة من المجتمع في شمال شرق الولايات المتحدة.
انتهجت حركة التأهب ما يطلق عليه العلماء السياسيون «نظرية السياسة الواقعية» في إدارة الشؤون الدولية -اعتقد أعضاؤها أن القوة الاقتصادي واستعراض العضلات العسكري أكثر حسمًا من الحملات العسكرية المثالية التي تركز على قضايا الديمقراطية وتحديد مصير الشعوب. انتقدت الحركة حالة الضعف التي تعاني منها الدفاعات الوطنية مرارًا، وأوضحت أن الجيش الألماني يتفوق على جيش الولايات المتحدة -والذي يبلغ تعداده 100 ألف رجل، بالإضافة إلى 112 ألفًا من الحرس الوطني- بمعدل 20 جنديّ ألماني مقابل جندي أمريكي واحد. في عام 1915 أيضًا، كانت القوات المسلحة، لكلّ من بريطانيا العظمى والإمبراطورية البريطانية وفرنسا وروسيا وإمبراطورية النمسا-المجر والإمبراطورية العثمانية وإيطاليا وبلغاريا ورومانيا وبلجيكا واليابان واليونان، تتفوق على جيش الولايات المتحدة من ناحية العدد والخبرة.
طالبت الحركة بتطبيق «التجنيد الإجباري»، والذي يقتضي تجنيد نحو 600 ألف رجل يبلغ أعوامه الـ18 سنويًا، وإلحاق هؤلاء بمعسكرات التدريب العسكري مدة 6 أشهر، ثم تكليفهم بأداء الخدمة في وحدات الاحتياط. وفق الخطة، سيتحول الجيش النظامي الصغير إلى وكالة تدريب في المقام الأول. مع ذلك، لم يكن الرأي العام مستعدًا لقبول هكذا إجراءات.
حمل الجيش النظامي وزعماء حركة التأهب نظرةً سلبيةً تجاه الحرس الوطني، فاعتبروا الحرس الوطني مُسيّسًا، وضعيف الانتشار والتسليح، وسيء الدريب، وأنه يميل بشدة إلى الحملات العسكرية المثالية (مثلما حدث في الحرب الأمريكية الإسبانية عام 1898)، ويعوز الفهم الكافي للشؤون الدولية. في المقابل، كانت مؤسسة الحرس الوطني راسخة بقوة في سياسات الدولة والسياسات المحلية، وذات تمثيل يشمل طيفًا واسعًا من الاقتصاد السياسي للولايات المتحدة. كان الحرس إحدى مؤسسات الدولة القليلة (في بعض الولايات الشمالية) التي تقبل الرجال السود على نحو مكافئٍ لنظرائهم البيض.

### استجابة الديمقراطيين
اعتبر الحزب الديمقراطي حركة التأهب بمثابة خطر. كان روزفلت وروت وود المرشحين الجمهوريين المحتملين عن الحزب الجمهوري لرئاسة الولايات المتحدة. تأصلت السياسة الإقليمية لدى الديمقراطيين، فكانوا يقدرون الحرس الوطني، وكان المقترعون الديمقراطيون ناقمين على الأثرياء وأصحاب السلطة أساسًا. استطاع ويلسون تنحية قوات حركة التأهب، جراء عمله مع الديمقراطيين الذين يسيطرون على الكونغرس. اضطر قادة الجيش والبحرية إلى الإدلاء بشهادتهم أمام الكونغرس الأمريكي، ليؤكدوا أن حالة الجيش الوطني ممتازة ومتفوّقة.
في الحقيقة، لم تكن قوات الجيش والبحرية الأمريكيتين في حالة تسمح لهما بالانخراط في الحرب، من ناحية القوة البشرية أو الحجم أو الخبرة أو العتاد العسكري. امتلكت البحرية الأمريكية سفنًا ممتازة، لكن ويلسون استخدمها سابقًا لتهديد المكسيك، فكانت سيئة من الجاهزية. لم يطلق طاقم سفينتي تكساس ونيويورك -وهما بارجتان حديثتان ضخمتان- أي طلقة نارية، وكانت معنويات البحارة منخفضة. علاوة على ذلك، كان حجم القوات الجوية التابعة للجيش والبحرية صغيرًا. لم يعرِ الجيش الأمريكي اهتمامًا كافيًا لأنظمة الأسلحة الحديثة التي كشفت عنها الحرب في أوروبا.

## الدخول
جاء دخول الولايات المتحدة إلى الحرب العالمية الأولى في 6 أبريل 1917، بعد عام كامل من الجهد الذي بذله الرئيس وودرو ويلسون لإدخال الولايات المتحدة في الحرب. وبصرف النظر عن عنصر محب للإنجليز يحث على تقديم الدعم المبكر للبريطانيين، كان شعور الرأي العام الأمريكي بالحياد قويا بشكل خاص بين الأمريكيين الآيرلنديين والأمريكيين الألمان والأمريكيين الإسكندنافيين، وكذلك بين قادة الكنيسة وبين النساء بشكل عام. من ناحية أخرى، حتى قبل اندلاع الحرب العالمية الأولى، كان الرأي الأمريكي سلبيًا تجاه ألمانيا أكثر منه تجاه أي بلد آخر في أوروبا. بمرور الوقت، وخاصة بعد التقارير عن الفظائع التي وقعت في بلجيكا في عام 1914 وعقب غرق سفينة الركاب آر إم إس لوسيتانيا في عام 1915، أصبح الشعب الأمريكي ينظر إلى ألمانيا بشكل متزايد على أنها المعتدية.

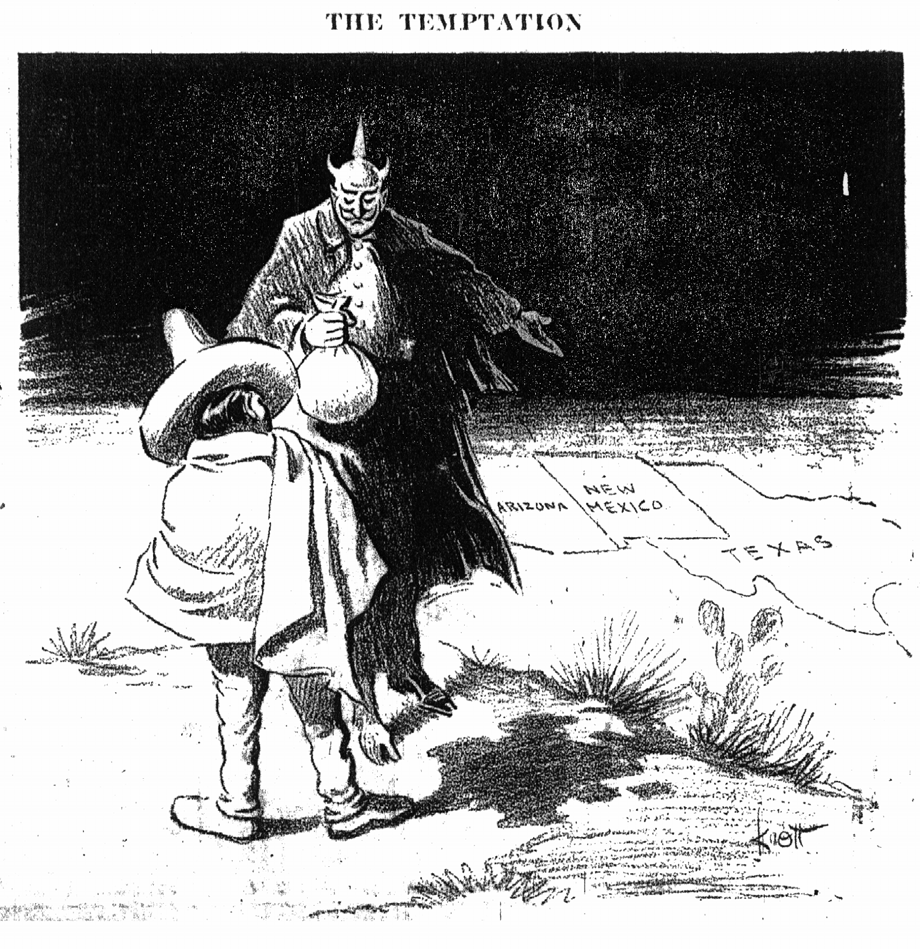
رسم كاريكاتوري سياسي عام 1917 حول زيمرمان تلغرام نشر في دالاس مورنينغ نيوز

كرئيس للولايات المتحدة ، كان ويلسون هو الذي اتخذ القرارات السياسية الرئيسية بشأن الشؤون الخارجية: في حين كانت البلاد في سلام، أدار الاقتصاد المحلي على أساس عدم التدخل ، مع قيام البنوك الأمريكية بتقديم قروض ضخمة إلى بريطانيا وفرنسا — وهي الأموال التي كانت تستخدم إلى حد كبير لشراء الذخائر والمواد الخام والأغذية من جميع أنحاء المحيط الأطلسي. حتى عام 1917، قام ويلسون بالحد الأدنى من الاستعدادات لحرب برية وأبقى جيش الولايات المتحدة على أساس صغير في وقت السلم ، على الرغم من المطالب المتزايدة لتعزيز التأهب. غير أنه وسع نطاق بحرية الولايات المتحدة.
في عام 1917، مع الثورة الروسية وخيبة الأمل الواسعة النطاق بشأن الحرب، ومع انخفاض الائتمان في بريطانيا وفرنسا، بدا أن ألمانيا لها اليد العليا في أوروبا، في حين أن الإمبراطورية العثمانية تشبثت بممتلكاتها في الشرق الأوسط. وفي العام نفسه، قررت ألمانيا استئناف حرب الغواصات غير المقيدة ضد أي سفينة تقترب من المياه البريطانية؛ وتوازنت هذه المحاولة لتجويع بريطانيا للاستسلام مع العلم بأن من شبه المؤكد أنها ستدخل الولايات المتحدة في الحرب. قدمت ألمانيا أيضا عرضا سريا لمساعدة المكسيك على استعادة الأراضي المفقودة في الحرب المكسيكية الأمريكية في برقية مشفرة تعرف باسم برقية زيمرمان، والتي اعترضتها المخابرات البريطانية. وقد أثار نشر ذلك البيان غضب الأمريكيين عندما بدأت الغواصات الألمانية بإغراق السفن التجارية الأمريكية في شمال المحيط الأطلسي. ثم طلب ويلسون من الكونغرس "حربًا لإنهاء جميع الحروب" التي من شأنها "جعل العالم آمنًا للديمقراطية"، وصوت الكونغرس لإعلان الحرب على ألمانيا في 6 أبريل 1917. في 7 ديسمبر 1917، أعلنت الولايات المتحدة الحرب على النمسا والمجر. بدأت القوات الأمريكية الوصول إلى الجبهة الغربية بأعداد كبيرة في عام 1918.

## وصلات خارجية
- First-hand accounts of World War I veterans, The Library of Congress Veterans History Project.